# ويليام كرايغ رينولدز
ويليام كرايغ رينولدز (بالإنجليزية: William Craig Reynolds)‏ هو مهندس أمريكي، ولد في 1933 في بيركيلي في الولايات المتحدة، وتوفي في 3 يناير 2004 في لوس ألتوس في الولايات المتحدة.